# 杜润臣

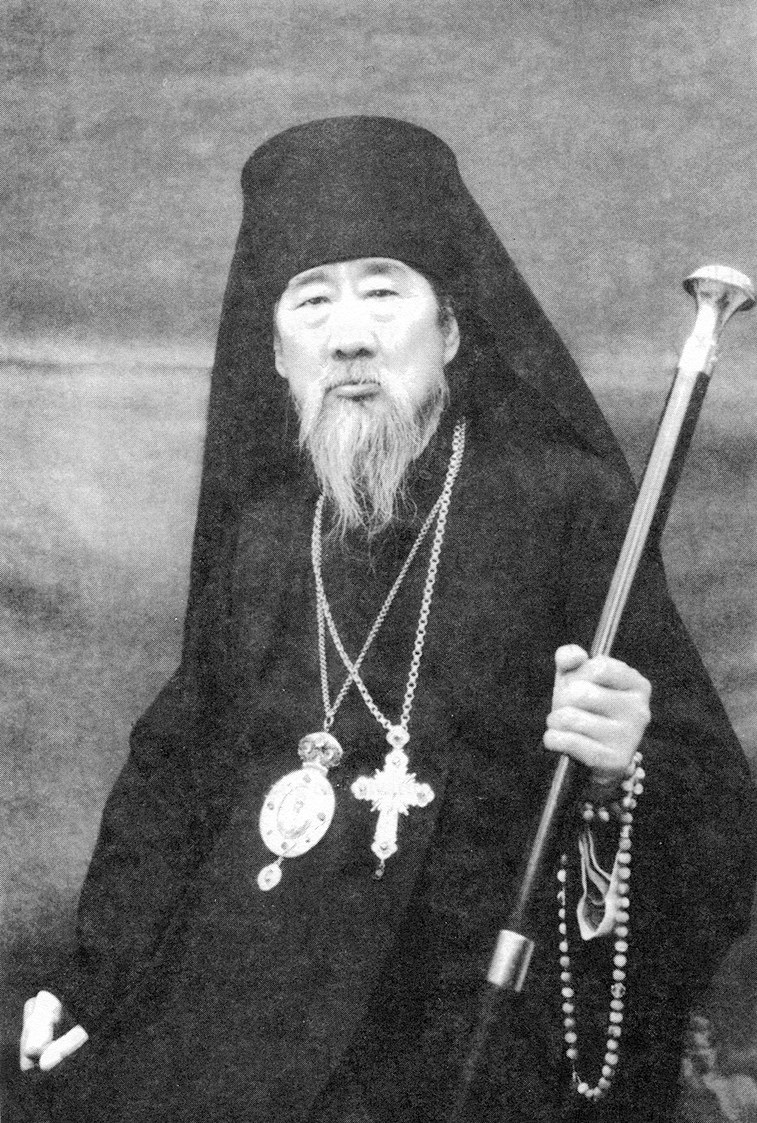

西默盎·杜润臣（俄语：Симеон Ду；1886年2月11日—1965年3月3日）是东正教上海教区的主教。 
1886年2月11日，杜润臣出生在中国北京的阿尔巴津人（俄国哥萨克后代）杜碧恁家族，自1685年起就定居北京，父亲是一名东正教诵经士。他在受浸礼时取教名斐奥多尔。在1900年夏天的庚子事变中，居住在北京的1000位阿尔巴津人有200多人遇害，但是他和父亲幸免于难。1904年，18岁的杜润臣毕业于东正教北京传道团所办的神学校，也成为一名诵经士。1908年，22岁的杜润臣由第十八届北京传道团的英诺肯提乙·费古洛夫斯基主教按立为辅祭，并被派到哈尔滨圣母领报教堂。从1920年到1932年，杜润臣在上海、汉口、海门、开封、彰德、保定、张家口、奉天、齐齐哈尔等地周游传教，直到1932年才在天津安定下来。1941年9月16日，杜润臣被按立为司祭，在天津英租界都柏林道（Dublin Road ，今和平区郑州道）圣英诺肯提堂事奉。
1949年以后，在中国的大批白俄或是回苏联，或是流亡其它国家，因此东正教徒人数急剧下降，东正教堂也陆续关闭。上海教区的白俄主教伊望前往美国，北京总会和哈尔滨教区的两位大主教均服从俄罗斯正教会莫斯科牧首。1950年，莫斯科牧首祝圣了东正教传入中国200多年来的第一位中国籍主教。这一年初，杜润臣陪同莫斯科及全俄罗斯牧首阿莱克西前往第比利斯，参加俄罗斯、格鲁吉亚和亚美尼亚教会国际会议。7月，神圣主教议会在莫斯科召开讨论如何解决中国教务面临困难的会议，决定设立华人主教，而人选就是斐奥多尔·杜（杜润臣）。7月23日，64岁的杜润臣在圣谢尔盖圣三修道院发愿，出家成为修士，更名为西默盎。7月25日，又被升为修士大司祭。7月30日，在莫斯科诞神女福音牧首座堂，由莫斯科及全俄罗斯牧首阿莱克西主礼，北京及全中华总主教维克托尔等5名主教襄礼，杜润臣被祝圣为天津教区主教。9月26日，杜润臣又被调整为上海教区主教。
1950年秋，杜润臣主教由莫斯科回到北京，11月26日，杜润臣从北京来到上海新乐路55号的圣母大堂，正式接管上海教区。  
1956年3月30日，中苏两国签订《关于交接在中华人民共和国的俄罗斯东正教会和莫斯科大主教区所属东亚教区财产的议定书》后，成立了脱离莫斯科宗主教区管辖的自治的中国东正教会，上海教区受北京总会管辖。不过这时上海教区已经仅剩一座圣母大堂，数十名教徒，另有3名中国神父协助杜润臣主教，“已到了山穷水尽的地步，困难万分”。1965年3月3日，杜润臣在上海去世。圣母大堂举行了最后一次宗教仪式后，神父被政府安排转业，上海的东正教活动就此结束。杜润臣主教死后埋在上海天主教息焉公墓。